# Пенкова, Галина
Галина Енчева Пенкова (болг. Галина Енчева Пенкова; род. 18 мая 1958, Велико-Тырново) — болгарская легкоатлетка, специалистка по бегу на короткие дистанции. Выступала за сборную Болгарии по лёгкой атлетике в 1970-х и 1980-х годах, обладательница бронзовой медали турнира «Дружба-84», чемпионка Балкан, действующая рекордсменка страны в эстафете 4 × 400 метров, участница летних Олимпийских игр в Москве.

## Биография
Галина Пенкова родилась 18 мая 1958 года в городе Велико-Тырново, Болгария.
Дебютировала на международном уровне в сезоне 1973 года, когда вошла в состав болгарской сборной и выступила на юниорском европейском первенстве в Дуйсбурге, где бежала 100 и 200 метров.
В 1975 году стартовала на чемпионате Европы в помещении в Катовице, в эстафете 4 × 320 метров вместе с соотечественницами заняла четвёртое место.
Будучи студенткой, в 1977 году представляла Болгарию на домашней Всемирной Универсиаде в Софии, в беге на 200 метров дошла до полуфинала.
Благодаря череде успешных выступлений в 1980 году удостоилась права защищать честь страны на летних Олимпийских играх в Москве — в программе бега на 200 метров остановилась в полуфинале, в то время как в эстафете 4 × 100 метров совместно с Софкой Поповой, Лиляной Панайотовой и Марией Шишковой показала в финале четвёртый результат.
В 1981 году выиграла эстафету 4 × 200 метров на международном старте в Бурже. На домашнем турнире в Софии превзошла всех соперниц на дистанции 200 метров и установила свой личный рекорд — 23,10. На соревнованиях в Будапеште завоевала серебряные награды в беге на 100 и 200 метров, причём на 100-метровой дистанции — с личным рекордом 11,59.
В 1983 году на соревнованиях в Софии установила личный рекорд в беге на 400 метров и ныне действующий национальный рекорд Болгарии в эстафете 4 × 400 метров — 3:25.81. Принимала участие во впервые проводившемся чемпионате мира по лёгкой атлетике в Хельсинки, где в эстафете 4 × 400 метров заняла итоговое седьмое место.
Рассматривалась в качестве кандидатки на участие в Олимпийских играх 1984 года в Лос-Анджелесе, однако Болгария вместе с другими странами восточного блока бойкотировала эти соревнования по политическим причинам. Вместо этого Пенкова выступила на альтернативном турнире «Дружба-84» в Праге, где выиграла бронзовую медаль в эстафете 4 × 400 метров.